# Saint-Hymer
Saint-Hymer – miejscowość i gmina we Francji, w regionie Normandia, w departamencie Calvados.
Według danych na rok 1990 gminę zamieszkiwały 582 osoby, a gęstość zaludnienia wynosiła 47 osób/km² (wśród 1815 gmin Dolnej Normandii Saint-Hymer plasuje się na 388. miejscu pod względem liczby ludności, natomiast pod względem powierzchni na miejscu 364.).